# マジカル少女レイナ
『マジカル少女レイナ』（マジカルしょうじょレイナ）は、石崎洋司によるフォア文庫の作品。イラストは漫画家の栗原一実。
第1シリーズは全10巻で、2005年3月より2009年3月まで刊行された。また2009年3月にハードカバーによる愛蔵版が刊行された。第2シリーズは全10巻で、2009年7月から2014年4月まで刊行され、第10巻を以てシリーズ完結。これに合わせて全巻が新装丁デザインに改められる。2014年9月には番外編『マジカル少女レイナ スペシャル　ときめきお仕事ガイドブック』が刊行された。

## あらすじ
10歳の女の子レイナは、マジカル国から人間の国へやってきた、魔法使いの女の子。人間の世界で暮らすのが夢だったレイナは、ふたりのおともと、人間の国でペットショップを開きながら、小学校に通い、多くの友達をつくっていく。しかし、そこに、悪い魔法を使う黒魔法使いが現れて、レイナやレイナの友人を困らせようとする。そこでレイナは、白魔法を使って、黒魔法に挑むのだが…

## 登場人物

### 主要キャラクター
吉田レイナ（レイナ）
スコットランドにあるマジカル王国の魔法使いの少女。マジカル国の伯爵レイモンドの娘で、金色の髪をツインテールにしている。10歳。
人間の世界に興味を持ち、両親を説得して、「人間と魔法使いが仲良く暮らすための実験」として、日本の小さな町にペットショップをつくり、そのペットショップ「レイナ」のオーナーとして、犬と猫に姿を変えた2人の執事（ニャー太＆ペロちゃん）と共にそこに住んでいる。友達思いの性格のためか、はるか達のグループを含め交友関係が広い。
第1シリーズ2巻以降では、小学四年生の女の子として幸小学校に転入している。
ニャー太
レイナのおともチェンバレンが猫に変身している。雑種の日本ネコ。
ペロちゃん
レイナのおともチアーズが、犬に変身している。ウェルシュ・コーギーの子犬。
若松さん
ペットフード「チャムチャム」のセールスマン。ペットショップ「レイナ」に足繁く通っては、レイナにアドバイスをしたり、店番を手伝ったりしている。実は、レイナの父、レイモンド伯爵が変身した姿。
エリカ伯爵夫人
レイナの母。レイモンド伯爵の妻にして、心優しい母親である。
朝風セリカ
マジカル国の第一王女にして、次期王位継承者。渋谷にある洋服店「リリー・キャンキャン」のデザイナーを務めており、現在はレイナと一緒に暮らしている。
ミカエル
セリカの妹。マジカル国の第二王女であり、現在は姉と同様レイナの家で暮らしている。落ち着いた姉と違い、活発な行動派。しかし、責任感が強く、これまでレイナ達の危機を幾度と無く救ってきた。尚、普段は変身魔法を駆使して白猫になりすましている。

### 幸小学校（4年1組）のクラスメート
山村はるか
レイナの最初の友達。気弱だが優しい女の子で、歌手を目指している。
山田美貴
レイナのクラスメイト。ショートカットが良く似合う元気でしっかり者の女の子。
白河樹里亜
レイナのクラスメートの1人。黒魔術師ボダン公爵に利用され、レイナを倒そうとしていた。後に黒魔術が解け、現在は仲良しグループの一員になっている。同じ仲良しグループの山村はるかとは旧知の仲。
木村さやか
レイナのクラスメイト。アイススケートが上手いメガネの似合う女の子。中学生の姉がいる。

## シリーズ

### 第1シリーズ 『マジカル少女レイナ』
2009年3月にハードカバーによる愛蔵版が刊行される。
1. 謎のオーディション
フォア文庫B298 2005年3月初版 ISBN 4-265-06360-8
愛蔵版 2009年3月初版 ISBN 978-4-265-06781-7
2. 呪いのファッション
フォア文庫B323 2005年9月初版 ISBN 4-265-06364-0
愛蔵版 2009年3月初版 ISBN 978-4-265-06782-4
3. 魔女のクッキング
フォア文庫B325 2006年5月初版 ISBN 4-265-06371-3
愛蔵版 2009年3月初版 ISBN 978-4-265-06783-1
4. 魔のフラワーパーク
フォア文庫B337 2006年11月初版 ISBN 4-265-06377-2 （初版限定ぬりえポストカードつき）
愛蔵版 2009年3月初版 ISBN 978-4-265-06784-8
5. 悪夢のドールショップ
フォア文庫B348 2007年5月初版 ISBN 978-4-265-06382-6
愛蔵版 2009年3月初版 ISBN 978-4-265-06785-5
6. 不吉なアニメーション
フォア文庫B357 2007年11月初版 ISBN 978-4-265-06397-0
愛蔵版 2009年3月初版 ISBN 978-4-265-06786-2
7. 秘密のアイドル
フォア文庫B367 2008年7月初版 ISBN 978-4-265-06393-2
愛蔵版 2009年3月初版 ISBN 978-4-265-06787-9
8. 幻のスケートリンク
フォア文庫B370 2008年8月初版 ISBN 978-4-265-06395-6
愛蔵版 2009年3月初版 ISBN 978-4-265-06788-6
9. 妖しいパティシエ
フォア文庫B380 2009年1月初版 ISBN 978-4-265-06399-4
愛蔵版 2009年3月初版 ISBN 978-4-265-06789-3
10. 運命のテーマパーク
フォア文庫B383 2009年3月初版 ISBN 978-4-265-06400-7
愛蔵版 2009年3月初版 ISBN 978-4-265-06790-9
愛蔵版全巻セット
2009年3月初版 ISBN 978-4-265-10480-2

### 第2シリーズ 『マジカル少女レイナII』
1. 呪われたピアニスト
フォア文庫B390 2009年7月初版 ISBN 978-4-265-06405-2
2. 妖精のバレリーナ
フォア文庫B405 2010年4月初版 ISBN 978-4-265-06412-0
3. 怪しいブラスバンド
フォア文庫B410 2010年9月初版 ISBN 978-4-265-06415-1
4. 悪魔のメルヘン
フォア文庫B420 2011年4月初版 ISBN 978-4-265-06422-9
5. 魔法のスイミング
フォア文庫B425 2011年9月初版 ISBN 978-4-265-06425-0
6. 恐怖のドッグトレーナー
フォア文庫B435 2012年4月初版 ISBN 978-4-265-06436-6
7. 暗黒のテニスプレーヤー
フォア文庫B440 2012年9月初版 ISBN 978-4-265-06440-3
8. 魔女の本屋さん
フォア文庫B469 2013年4月初版 ISBN 978-4-265-06467-0
9. 神秘のアクセサリー
フォア文庫B471 2013年9月初版 ISBN 978-4-265-06468-7
10. 女王のティアラ
フォア文庫B475 2014年4月初版 ISBN 978-4-265-06472-4

### スペシャル
マジカル少女レイナ　スペシャル　ときめきお仕事ガイドブック
フォア文庫B480 2014年9月初版 ISBN 978-4-265-04685-0